# Surexcitabilité
 (juillet 2024).
La mise en forme du texte ne suit pas les recommandations de Wikipédia : il faut le « wikifier ».
Les points d'amélioration suivants sont les cas les plus fréquents. Le détail des points à revoir est peut-être précisé sur la page de discussion.
- Les titres sont pré-formatés par le logiciel. Ils ne sont ni en capitales, ni en gras.
- Le texte ne doit pas être écrit en capitales (les noms de famille non plus), ni en gras, ni en italique, ni en « petit »…
- Le gras n'est utilisé que pour surligner le titre de l'article dans l'introduction, une seule fois.
- L'italique est rarement utilisé : mots en langue étrangère, titres d'œuvres, noms de bateaux, etc.
- Les citations ne sont pas en italique mais en corps de texte normal. Elles sont entourées par des guillemets français : « et ».
- Les listes à puces sont à éviter, des paragraphes rédigés étant largement préférés. Les tableaux sont à réserver à la présentation de données structurées (résultats, etc.).
- Les appels de note de bas de page (petits chiffres en exposant, introduits par l'outil «  Source ») sont à placer entre la fin de phrase et le point final[comme ça].
- Les liens internes (vers d'autres articles de Wikipédia) sont à choisir avec parcimonie. Créez des liens vers des articles approfondissant le sujet. Les termes génériques sans rapport avec le sujet sont à éviter, ainsi que les répétitions de liens vers un même terme.
- Les liens externes sont à placer uniquement dans une section « Liens externes », à la fin de l'article. Ces liens sont à choisir avec parcimonie suivant les règles définies. Si un lien sert de source à l'article, son insertion dans le texte est à faire par les notes de bas de page.
- La présentation des références doit suivre les conventions bibliographiques. Il est recommandé d'utiliser les modèles {{Ouvrage}}, {{Chapitre}}, {{Article}}, {{Lien web}} et/ou {{Bibliographie}}. Le mode d'édition visuel peut mettre en forme automatiquement les références.
- Insérer une infobox (cadre d'informations à droite) n'est pas obligatoire pour parachever la mise en page.

Pour une aide détaillée, merci de consulter Aide:Wikification.
Si vous pensez que ces points ont été résolus, vous pouvez retirer ce bandeau et améliorer la mise en forme d'un autre article.
La surexcitabilité est un concept qui fut développé par Kazimierz Dabrowski  dans le cadre de sa théorie de la désintégration positive (TDP). Le préfixe utilisé met l'emphase sur le fait que le degré d'excitabilité observé de par les réactions de la personne dépasse la moyenne en intensité, en durée et en fréquence. Dans son travail, Dabrowski emploie parfois également les termes «hyperexcitabilité», «excitabilité accrue», «excitabilité» sans autre qualificatif, ou plus simplement le terme «nervosité».
Dabrowski décrit la surexcitabilité comme une réaction physiologique intense résultant de sensibilités neuronales particulières en réponse à certains types de stimuli. Pour lui, la surexcitabilité est l'un des éléments essentiels à la désintégration positive et est un facteur précipitant important des conflits intérieurs qui peuvent y donner lieu. 

## Cinq formes
Il existe cinq formes de surexcitabilité. Ces cinq formes sont les surexcitabilités sensuelle ou sensorielle, psychomotrice, émotionnelle, imaginationnelle et intellectuelle.
Surexcitabilité sensuelle (sensorielle) : Cette surexcitabilité est déterminée par la recherche de plaisirs sensoriels. Certaines de ses manifestations sont un goût pour le luxe, le confort, différentes modes, la sexualité, la gastronomie, et les contacts physiques affectueux. Elle est également associée à un besoin d'attention et à une vie sociale qui tend vers le superficiel.
Surexcitabilité psychomotrice : Il s'agit d'une excitabilité accrue associée à un surplus d'énergie. Elle se manifeste par un niveau élevé d'activité et d'énergie, une volubilité, une inclination au mouvement, un engouement pour les sports, l'activité physique, les jeux violents et compétitifs, voire par la délinquance.
Surexcitabilité émotionnelle :  Il s'agit d'une forte sensibilité affective, particulièrement dans un contexte relationnel. Les personnes ayant une surexcitabilité émotionnelle forment de forts attachements envers les personnes, les êtres vivants, et les endroits. Elles sont profondément émues par la souffrance d'autrui, et sont fortement préoccupées par des sujets tels que la mort ou la moralité. Sont également courants la timidité, le sentiment d'isolement, de fortes relations exclusives, des dépressions, peurs, et inquiétudes à nature existentielle et altruiste, ainsi que des difficultés avec les séparations et les transitions brusques d'environnements auxquels la personne est attachée.
Surexcitabilité imaginationnelle : La surexcitabilité imaginationnelle est associée à une richesse de l'imagerie mentale, de l'utilisation de symbolisme et de métaphores dans le langage, à de vives visualisations et reviviscences, et à des associations fécondes entre les idées et impressions marquantes. Elle donne lieu à un intérêt envers le fantastique, les contes de fée, et la poésie.
Surexcitabilité intellectuelle : Elle correspond à un désir profond de comprendre et trouver la vérité, d'acquérir de nouvelles connaissances, d'analyser et de catégoriser l'information. Les personnes qui ont cette surexcitabilité ont des esprits effervescents, aiment les problèmes théoriques, sont curieuses, posent des questions pénétrantes et aiment la logique.
Selon Dąbrowski, une personne qui manifeste une forme donnée de surexcitabilité et, a fortiori, celle qui manifeste plusieurs formes de surexcitabilité, voit la réalité d'une manière différente et davantage multidimensionnelle. 
Il est à noter également que Dabrowski n'accorde pas la même importance à chaque forme de surexcitabilité. Selon lui, les surexcitabilités émotionnelle, imaginationnelle et intellectuelle sont nécessaires à la désintégration positive, avec la première de ces trois formes étant la plus importante. Au contraire, la présence des surexcitabilités psychomotrice et sensorielle en l'absence des autres est en réalité associée à un pronostic défavorable, tandis que la présence de toutes les formes de surexcitabilité donne lieu à la vie intérieure la plus complexe et riche, mais retarde également le développement en raison de cette complexité.

## Variations inter-niveaux
La théorie de la désintégration positive est caractérisée par différents niveaux de développement qui se reflètent entre autres dans les manifestations particulières de chaque forme de surexcitabilité. Ainsi, on retrouve les formes de surexcitabilité traduisant un potentiel de développement limité, fort, ou fort avec des dynamismes prononcés de transformation.
Dabrowski insiste également sur le fait que plus le niveau de développement (ou de son potentiel) est élevé, plus les différentes formes de surexcitabilité coopèrent. Aux niveaux les plus élevés, les surexcitabilités émotionnelle, imaginationnelle et intellectuelle s'enrichissent mutuellement, avec la forme émotionnelle jouant le rôle prépondérant. Les surexcitabilités sensuelle et psychomotrice, si elles sont présentes, sont subordonnées aux trois autres et viennent à la fois enrichir leur action et créer des tensions supplémentaires qui peuvent ralentir le développement.